# マーティン・エスリン
マーティン・ジュリアス・エスリン OBE（1918年6月6日 - 2002年2月24日）は、ハンガリー生まれのイギリスのプロデューサー、劇作家、ジャーナリスト、脚色家および翻訳家、批評家、学者および演劇教授であり、1961年の著書『不条理劇の劇場』で「不条理劇」という用語を作ったことで知られている。この作品は「1960年代で最も影響力のある演劇テキスト」とも呼ばれている。

## 生活と仕事
ブダペストでペレスレーニ・ジュラ・マルトンとして生まれたエスリンは、幼い頃に家族とともにウィーンに移り住んだ。彼はウィーン大学で哲学と英語を学び、1928年にはラインハルト演劇セミナーでマックス・ラインハルトのもとで演出を学んだ。俳優ミロ・スペルバーはクラスメートであった。ユダヤ系（ただしユダヤ教を実践していなかった）であった彼は、1938年のアンシュルス（ドイツによるオーストリア併合）の際にオーストリアを逃れ、ブリュッセルに1年間滞在し、その後イギリスに移住した。
彼の1961年の著書『不条理劇の劇場』の中で、彼は「不条理劇」を次のように定義した：
不条理演劇は、人間の状況の無意味さと理性的アプローチの不十分さを表現することを目指している。そのために、理性的な装置や論理的思考を公然と放棄する。
「不条理」という属性は、この傾向に関連する多くの劇作家によって受け入れられなかった。劇作家のウジェーヌ・イヨネスコは、ラベルを好まないと述べている。アハマド・カミヤビ・マスクは、前衛劇場にこのタイトルをつけることについて、エスリンが「植民地主義的」であるとして批判した。しかしながら彼の仕事はサミュエル・ベケット、アルトゥール・アダモフ、ジャン・ジュネ、ハロルド・ピンター（およびイヨネスコ）などの他の劇作家に影響を与えた。
彼は1940年にBBCで働き始め、プロデューサー、脚本家、放送作家として活躍した。1963年から1977年までBBCラジオドラマ部門を率いていたが、その前は外部の欧州サービスで働いていた。その後、彼はラジオドラマ部門の責任者に就任し、「空中の国立劇場」という夢を実現しようとした。この間、彼とBBCチームは多くの外国作品を英語に翻訳した。BBCを離れた後、彼は1969年から1976年までフロリダ州立大学で、1977年から1988年までスタンフォード大学で高位の学術ポストを務めた。1977年、エスリンはマジックシアター（1967年に設立されたサンフランシスコの劇場）にアメリカンシアターの最初の常駐ドラマトゥルクとして参加し、このポジションは現在のアメリカの新しい劇場で重要なものとなっている。
1967年から1990年にかけて、彼がドイツ語から翻訳・脚色した作品には、ヴォルフガング・バウアーの多くの戯曲が含まれている。
彼のオリジナル作品には、
『Brecht: A Choice of Evils』（1959年）〔『ブレヒト政治的詩人の背理』山田肇, 木桧禎夫, 山内登美雄 訳, 1963〕
『Theatre of the Absurd』（1962年）〔『不条理の演劇』 (1968) (晶文選書)小田島雄志 訳〕
『Absurd Drama』（1965年）
『The Anatomy of Drama』（1976年）〔『ドラマを解剖する』山内登美雄訳、紀伊国屋書店, 1978〕
『The Peopled Wound: The Work of Harold Pinter』（1970年）
『Artaud』（1976年）
『The Age of Television』（1981年）〔『テレビ時代』黒川欣映訳、ポリロゴス叢書-国文社, 1986〕
『The Field of Drama』（1987年）
およびその他のエッセイ、記事、レビューが含まれている。
1947年、彼はレナーテ・ゲルステンベルクと結婚し、彼らは多くの翻訳作業を共同で行った（いくつかの翻訳は彼女が単独で行ったが、よりよく売れるように彼の名義で出版された）。彼らにはモニカという名の子供がいた。

## 死と賞
エスリンはパーキンソン病を患った後、2002年2月24日にロンドンで83歳で亡くなった。オックスフォード大学のキーブル・カレッジは、彼の自身の著作や他の著名な劇作家の書籍を含む3,000点以上の個人アイテムを特別に収蔵しており、その学生劇団は彼の名前にちなんで名付けられている。